# Dmitrij Apanasenko
Dmitrij Borisovič Apanasenko (in russo Дмитрий Борисович Апанасенко?; Usol'e-Sibirskoe, 17 luglio 1967) è un pallanuotista russo, fino al 1992 sovietico, vincitore di due medaglie di bronzo ai giochi olimpici di Barcellona 1992 e Seul 1988. Vanta inoltre un oro agli europei di Strasburgo 1987. Con la Dinamo Mosca vinse una Coppa delle Coppe e disputò altre tre finali europee (una di Coppa Campioni, un'altra di Coppa delle Coppe e una di Supercoppa LEN), oltre a conquistare tre campionati e quattro Coppe dell'Unione Sovietica. In Italia nel Poseidon Catania segnò 111 reti in campionato, di cui 14 in una sola gara. Dal 2016 è allenatore della nazionale russa.